# Diocesi di Orléans

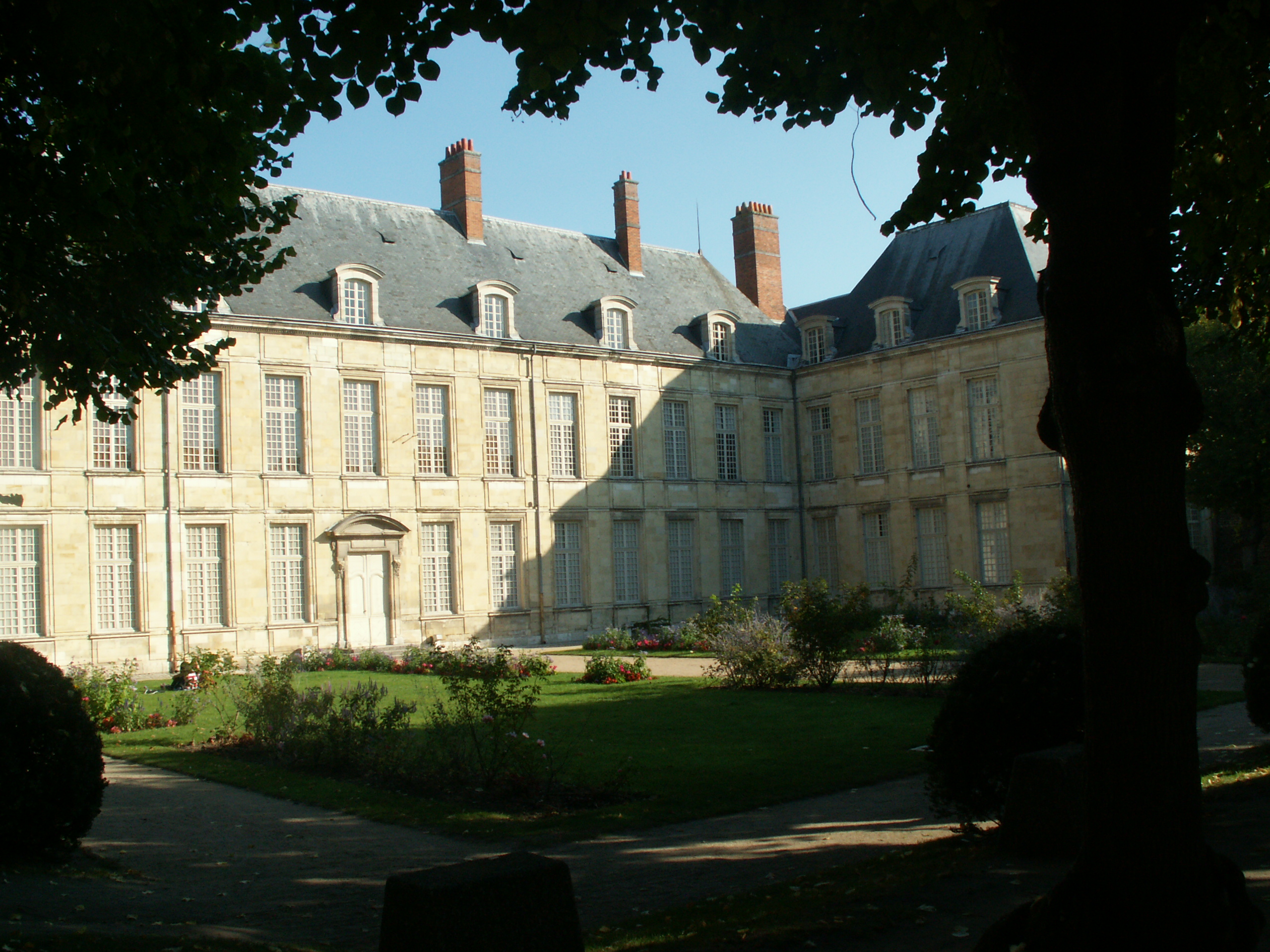
L'antico palazzo episcopale di Orléans, costruito tra il 1635 e il 1641, fu sede dei vescovi fino al 1905, quando tramite confisca divenne di proprietà dello Stato.

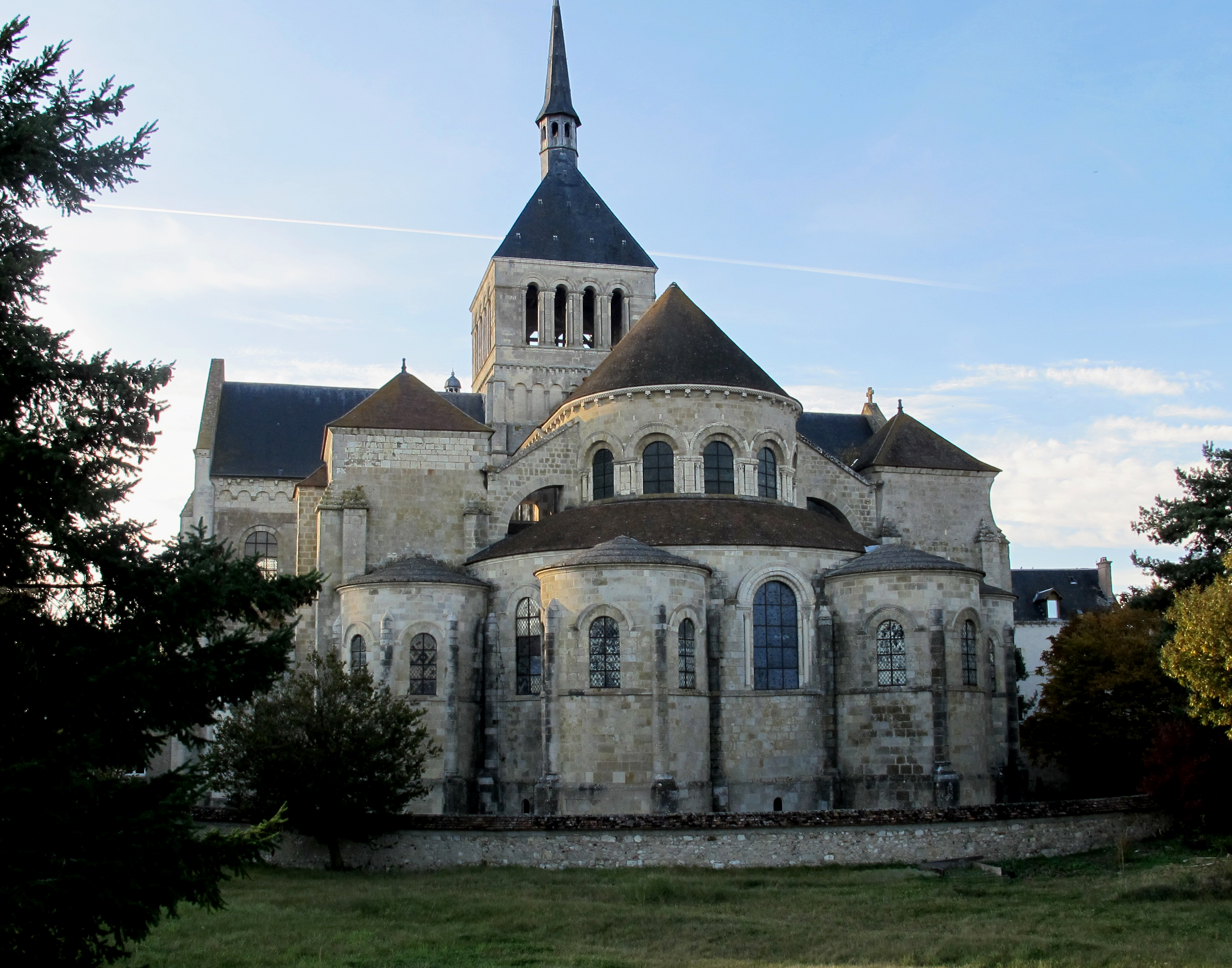
La chiesa abbaziale Saint-Benoît di Fleury a Saint-Benoît-sur-Loire, fondata nel 640; è la prima abbazia in Francia a seguire la regola di San Benedetto; per un certo periodo le reliquie del santo furono ospitate nell'abbazia, da cui il nome del paese e dell'abbazia stessa.

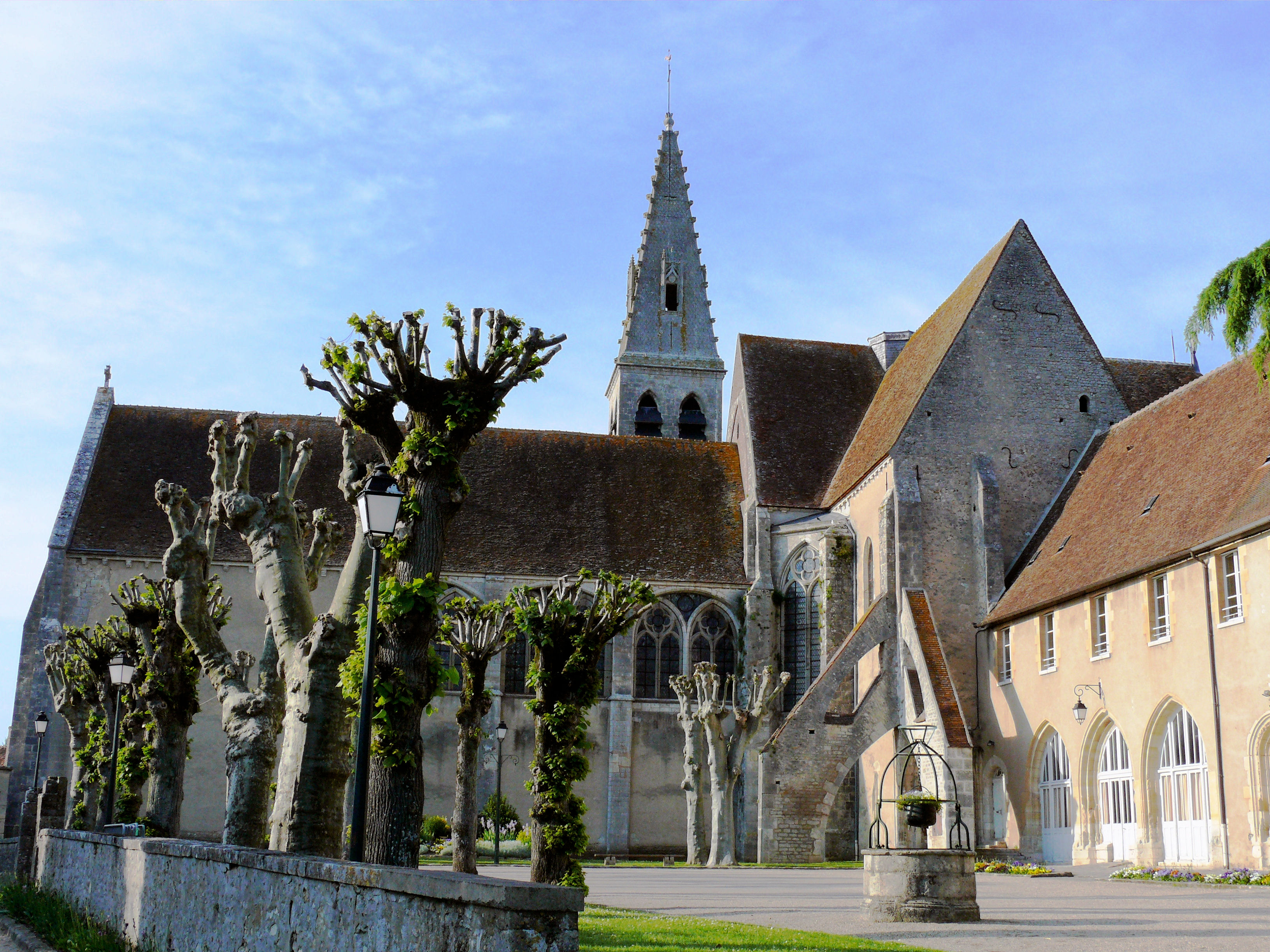
La chiesa abbaziale di Ferrières, risalente al VII secolo.

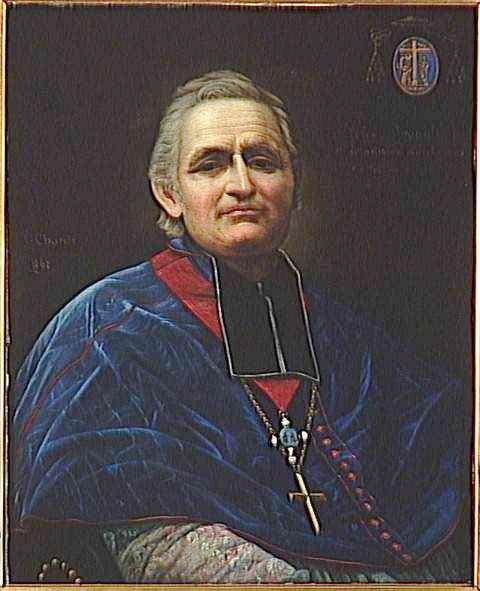
Félix Dupanloup, vescovo di Orléans dal 1849 al 1878.

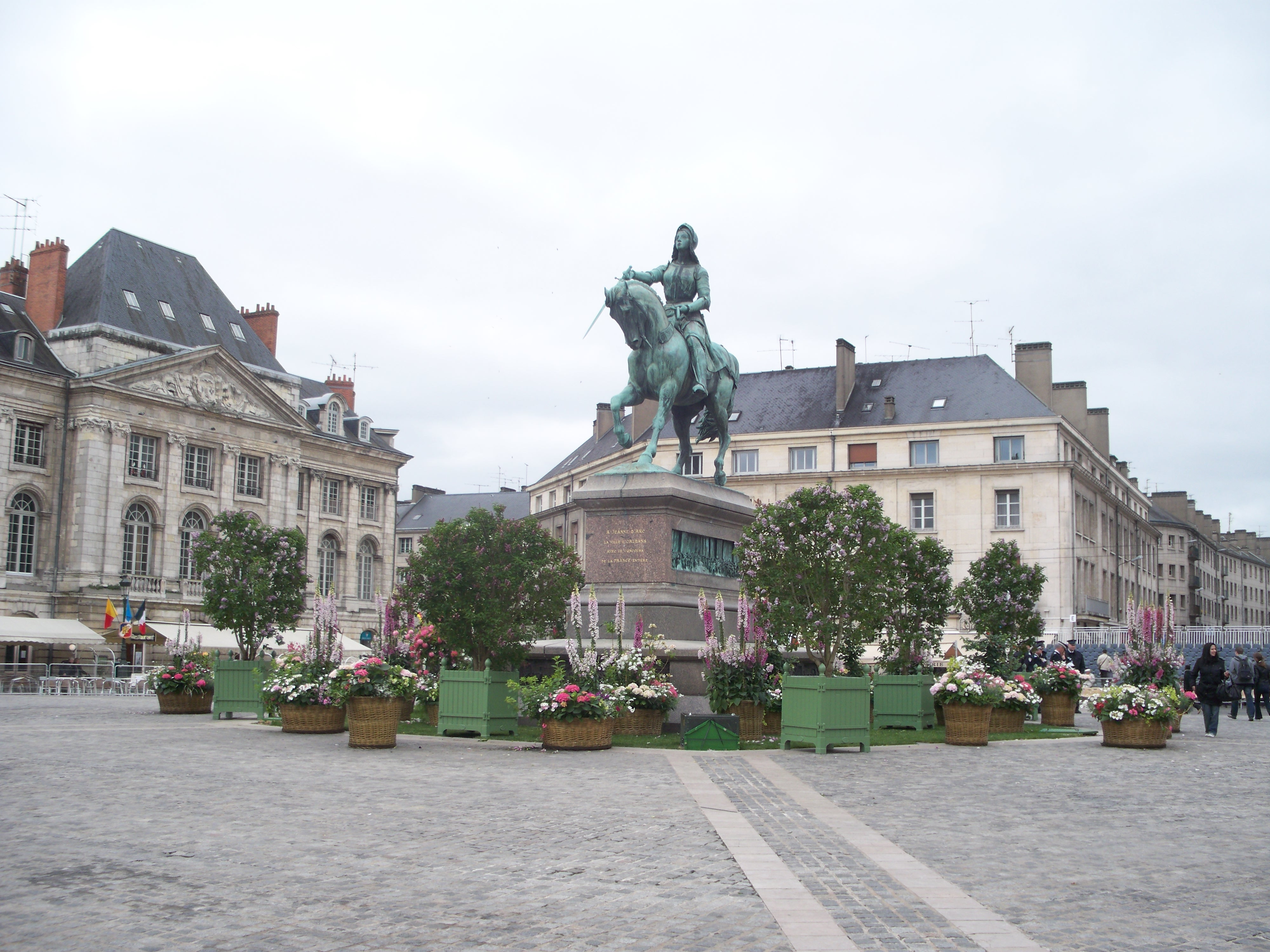
Statua equestre di santa Giovanna d'Arco, la pulzella d'Orléans.

Partecipazione dei vescovi franchi al primo concilio di Orléans nel 511.

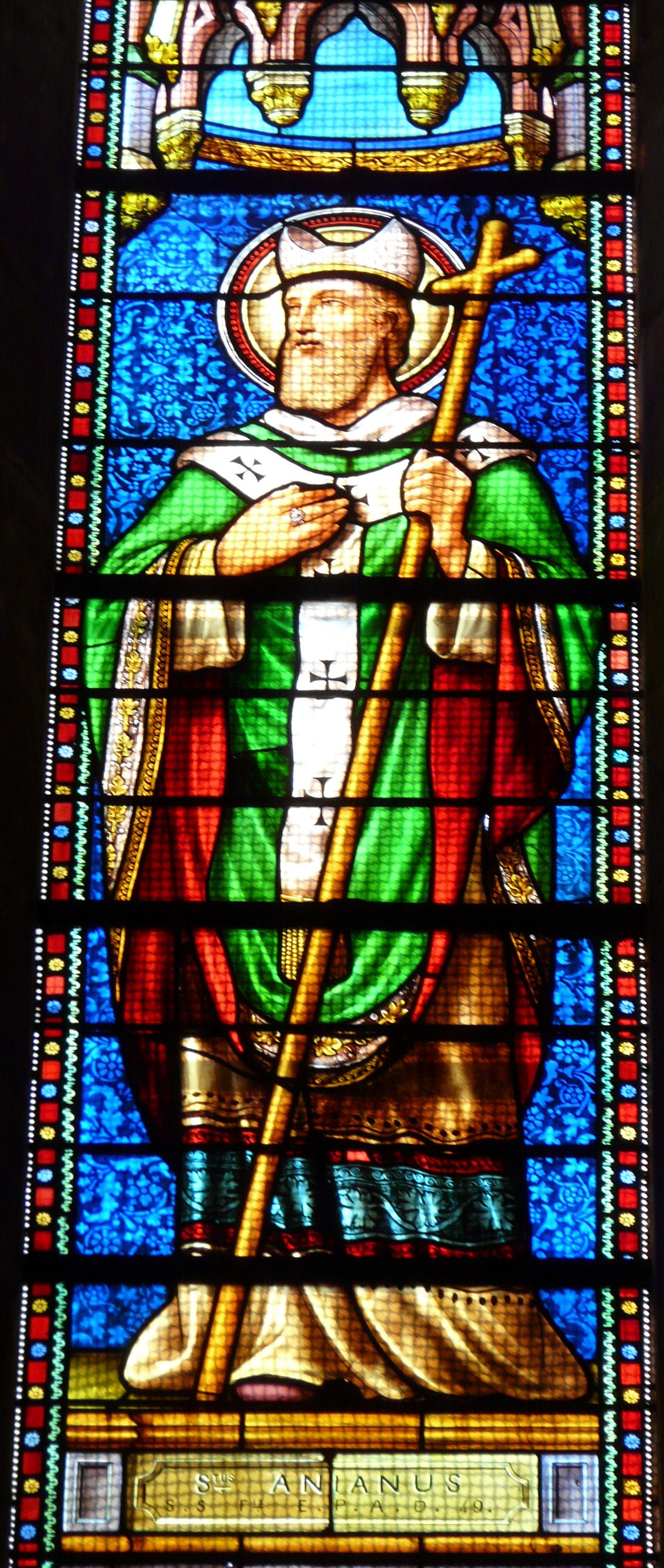
Aniano, vescovo di Orléans nella prima metà del V secolo.

La diocesi di Orléans (in latino Dioecesis Aurelianensis) è una sede della Chiesa cattolica in Francia suffraganea dell'arcidiocesi di Tours. Nel 2023 contava 450.320 battezzati su 682.000 abitanti. È retta dal vescovo Jacques Blaquart.

## Territorio
La diocesi comprende il dipartimento francese del Loiret.
Sede vescovile è la città di Orléans, dove si trova la cattedrale della Santa Croce. Nel territorio diocesano sorgono altre due basiiche minori: la basilica di Nostra Signora di Cléry a Cléry-Saint-André, e la chiesa abbaziale di San Benedetto a Saint-Benoît-sur-Loire.
Il territorio è suddiviso in 4 zone pastorali, che sono ulteriormente suddivise in decanati. In particolare la zona pastorale di Orléans conta 6 decanati, la zona pastorale della Beauce annovera 3 decanati, la zona pastorale del Gâtinais e del Giennois consiste di 5 decanati e la zona pastorale della Valle della Loira e della Sologne conta 4 decanati. I decanati sono a loro volta suddivisi in parrocchie, che complessivamente sono 261.

## Storia
La diocesi fu eretta nel III secolo. La tradizione, successiva tuttavia alla stesura del più antico catalogo episcopale, riconosce come evangelizzatore e protovescovo sant'Attino, che sarebbe giunto ad Orléans nel I secolo subendovi il martirio. Il primo vescovo storicamente documentato è Diclopeto, la cui firma si trova nel documento redatto nel 346 con il quale, nello pseudo-concilio di Colonia, un gruppo di vescovi fece sua la decisione del concilio di Sardica a favore di sant'Atanasio.
Aurelianum, l'antica Cenabum, capitale del popolo celtico dei Carnuti, era una civitas della Gallia Lugdunense quarta (o Senonia), come testimoniato dalla Notitia Galliarum dell'inizio del V secolo. Dal punto di vista religioso, come di quello civile, Orléans dipendeva dalla provincia ecclesiastica dell'arcidiocesi di Sens, sede metropolitana provinciale.
In epoca merovingia, la città fu sede di importanti concili nazionali, celebrati nel 511, 533, 538, 541, 549, 581, 621 e 634/645. Altri concili si tennero poi a partire dall'XI secolo.
A cavallo fra l'VIII e il IX secolo la diocesi fu retta dal vescovo Teodulfo, uomo dottissimo e importante scrittore ecclesiastico. È autore di un Rituale, di un Penitentiale, di un trattato sul battesimo, sulla confermazione e sull'eucaristia, di un'edizione della Bibbia e dell'inno Gloria, laus et honor.
Nel 1022 un gruppo di canonici dissidenti negava il dogma della Santissima Trinità, l'Incarnazione di Gesù, la divina maternità di Maria e rifiutava tutti i sacramenti. I canonici furono arrestati dal duca di Normandia e dal re di Francia. In un confronto con un tribunale misto di vescovi e feudatari, non vollero rinunciare alle loro idee e furono pertanto scomunicati, degradati e arsi vivi.
Verso l'XI secolo la chiesa della Santa Croce divenne la cattedrale diocesana in sostituzione della primitiva cattedrale di Santo Stefano. Santa Croce fu ricostruita in forme gotiche a partire dalla fine del XIII secolo. Distrutta dagli Ugonotti, fu riedificata nel XVII secolo.
Figura di spicco del XV secolo fu santa Giovanna d'Arco, che l'8 maggio 1429 guidò la sollevazione di Orléans contro la dominazione inglese.
Nel XVI secolo la diocesi non fu risparmiata dalle guerre di religione: il cardinale Odet de Coligny che si convertì al protestantesimo era abate di alcuni monasteri diocesani, nativo della diocesi era anche il generale Gaspard de Châtillon, uno dei capi degli ugonotti. Presso Orléans fu ucciso Francesco I di Guisa e la città stessa fu oggetto di contesa tra i Guisa cattolici e i Condè protestanti. Nel 1567 gli ugonotti distrussero il monumento a Giovanna d'Arco, che fu eretto nuovamente dai cattolici nel 1569, dopo la riconquista della città.
Il 20 ottobre 1622 la diocesi è entrata a far parte della provincia ecclesiastica dell'arcidiocesi di Parigi.
Il XVIII secolo fu segnato dalla presenza di figure carismatiche nella diocesi: nel 1618 e nel 1619 fu a Orléans san Francesco di Sales; santa Giovanna Francesca Frémiot de Chantal nel 1627 fu superiora del convento della Visitazione di Orléans.
Nel 1693 l'arcivescovo Pierre-Armand du Cambout de Coislin pubblicò un Breviario per l'arcidiocesi, derivato da quello cluniacense, in cui ebbe cura di sopprimere tutte le antifone e i responsori che non fossero prese testualmente dalla Bibbia.
Nel 1789 il territorio della diocesi fu modificato in modo da farlo coincidere con i confini amministrativi del dipartimento del Loiret: di conseguenza la diocesi cedette alcune porzioni del suo territorio alle diocesi di Blois e di Chartres e ne incorporò altre, che erano appartenute alla stessa diocesi di Blois, all'arcidiocesi di Sens, all'arcidiocesi di Bourges e alla diocesi di Auxerre.
In seguito al concordato, con la bolla Qui Christi Domini di papa Pio VII del 29 novembre 1801 la diocesi si ampliò incorporando la diocesi di Blois, che fu soppressa. Tuttavia, già il 6 ottobre 1822 la diocesi di Blois fu ristabilita, con territorio ricavato da quello di Orléans.
Dal 1849 al 1878 la diocesi fu retta da Félix Dupanloup, uno dei più eminenti uomini di cultura francesi del suo tempo, di tendenze gallicane e liberali. Fu uno dei più audaci oppositori del dogma dell'infallibilità papale sancito dal Concilio Vaticano I, a cui poi prestò obbedienza. Nel 1874 dovette anche accettare il passaggio al rito romano della sua diocesi, che era rimasta l'ultima in Francia ad adottare il rito gallicano.
Il 9 ottobre 1966 divenne suffraganea dell'arcidiocesi di Bourges.
L'8 dicembre 2002, con la riorganizzazione delle circoscrizioni ecclesiastiche francesi, Orléans è entrata a far parte della provincia ecclesiastica di Tours.

## Cronotassi dei vescovi
Il più antico catalogo episcopale di Orléans è contenuto in un manoscritto del monastero di Saint-Aubin di Angers e di prima mano arriva al vescovo Renier de Flandre, ossia verso la fine dell'XI secolo, e rappresenta la tradizione così come esisteva a Orléans in questo periodo.
Nella seguente cronotassi si omettono i periodi di sede vacante non superiori ai 2 anni o non storicamente accertati.
- Diclopeto † (menzionato nel 346)
- Alito (o Alezio) †
- Desiniano †
- Sant'Evurzio † (menzionato nel 374)[9]
- Sant'Aniano † (menzionato nel 451)[10]
- Magno †
- Febato †
- Graziano †
- San Monitore †
- San Prospero †[11]
- San Floscolo †
- Dagone †
- Eusebio † (menzionato nel 511)
- Leonzio † (menzionato nel 533)
- Antonino † (menzionato nel 538)
- Marco † (prima del 541 - dopo il 549)
- Treclato †
- Baudaco †
- Ricomero † (menzionato nel 573)
- Namazio † (prima del 581 - 587 deceduto)
- Austrino † (circa 587 - dopo il 604)
- Leodegisilo † (menzionato nel 614)[12]
- Audone † (prima del 650 - dopo il 667)
- Vaudo (o Gaudo) †
- Sigoberto † (menzionato nel 683)
- Suavarico † (prima del 693 - dopo il 697)[13]
- Dalfino †
- Adalmaro †
- Leodeberto †
- Leodegario †
- Sant'Eucherio † (non prima del 719 - 20 febbraio 738 deceduto)[14]
- Bertino †
- Audulfo †
- Nadavilio †
- Deotimio †[15]
- Teodulfo † (prima del 798[16] - aprile 818 deposto[17])
- Giona † (circa luglio 818 - 843 deceduto)
- Agio † (843 - dopo novembre 867)
- Gualtiero † (prima di aprile 869 - dopo l'891)
- Troanno †
- Bernone † (menzionato nel 900)
- Anselmo † (prima del 912 - dopo gennaio 938)
- Teodorico I †[18]
- Ermenteo † (prima del 956 - 972 dimesso)
- Arnulfo I † (972 - circa 979)
- Manasse I † (menzionato nel 980)[19]
- Arnulfo II † (prima del 987 - dicembre 1003 deceduto)
- Foulque I † (prima del 1008 - dopo il 1012)
- San Teodorico II † (circa 1016 consacrato - 1021 dimesso)
- Odolric (Odry) de Broyes † (1021 - circa 1033 o 1035 deceduto)
- Isembart de Broyes † (circa 1035 succeduto - 24 settembre 1062 o 1063 deceduto)
- Hadery de Broyes † (1063 - dopo agosto 1067 deposto)[20]
- Renier de Flandre † (prima del 1070 - dopo il 1082)
- Arnoul III † (menzionato nel 1083)
- Jean I † (prima del 1089 - 1096 deceduto)
- Sanction † (1096 - 1096 deposto)
- Jean II "Flora" † (28 dicembre 1096 - 4 maggio 1135 o 1136 deceduto)
- Elie † (15 aprile 1137 consacrato - 1146 dimesso)
- Manassès de Garlande † (1146 - circa 1185 deceduto)
- Henri de Dreux † (1186 - 25 aprile 1198 deceduto)
- Hugues de Garlande † (1198 - 4 maggio 1206 deceduto)
- Manassé de Seignelay † (1207 - 28 settembre 1221 deceduto)
- Philippe de Jouy † (dicembre 1221 - maggio 1234 deceduto)
- San Philippe Berruyer † (1234 - 10 marzo 1236 nominato arcivescovo di Bourges)
- Guillaume de Bucy (Bussy) † (17 giugno 1238 - 23 agosto 1258 deceduto)
- Roberto di Courtenay † (1258 - 1º agosto 1279 deceduto)
- Gilles Pastai † (9 giugno 1282 - 1º settembre 1288 deceduto)
- Pierre de Mornay † (dicembre 1288 - 4 febbraio 1296 nominato vescovo di Auxerre)
- Frédéric (Ferry) de Lorraine † (14 febbraio 1296 - 12 giugno 1299 deceduto)
- Berthaud de Saint-Denis † (23 dicembre 1299 - 1º agosto 1307 deceduto)
- Raoul Grosparmi † (gennaio 1308 - 18 settembre 1311 deceduto)
- Milon de Chailly † (17 gennaio 1312 - 15 marzo 1321 deceduto)
- Beato Roger Le Fort † (3 aprile 1321 - 7 gennaio 1328 nominato vescovo di Limoges)
- Jean de Conflans, O.S.B. † (23 dicembre 1327 - aprile 1349 dimesso)
- Philippe de Conflans, O.S.B. † (27 aprile 1349 - 7 agosto 1349 deceduto)
- Jean de Montmorency † (5 ottobre 1349 - 4 novembre 1363 deceduto)
- Hugues Faydit † (24 novembre 1363 - 6 giugno 1371 nominato vescovo di Arras)
- Jean Nicot † (6 giugno 1371 - 10 marzo 1383 deceduto)
- Foulques de Chanac, O.S.B. † (13 marzo 1383 - 1º marzo 1394 deceduto)
- Guy de Prunelé † (13 giugno 1394 - 1426 deceduto)
- Jean de Saint-Michel † (8 aprile 1426 - 1435 deceduto)
  - Guillaume Charrier † (21 luglio 1438 - 9 gennaio 1439 nominato vescovo di Agde) (vescovo eletto)
  - Renault de Chartres † (9 gennaio 1439 - 4 aprile 1444 deceduto) (amministratore apostolico)
- Jean du Gué † (20 aprile 1444 - 7 ottobre 1447 deceduto)
- Pierre Bureau † (20 novembre 1447 - 10 dicembre 1451 nominato vescovo di Béziers)
- Jean † (10 dicembre 1451 - circa 1452 deceduto)
- Thibaud d'Assigny † (5 maggio 1452 - 24 settembre 1473 deceduto)
- François de Brillac † (3 novembre 1473 - 22 dicembre 1504 nominato arcivescovo di Aix)
- Christophe de Brillac † (22 dicembre 1504 - 4 febbraio 1514 nominato arcivescovo di Tours)
- Germain de Ganay † (3 luglio 1514 - 8 marzo 1520 deceduto)
- Jean d'Orléans-Longueville † (26 giugno 1521 - 24 settembre 1533 deceduto)
- Antoine Sanguin de Meudon (6 novembre 1533 - 20 ottobre 1550 nominato amministratore apostolico di Tolosa)
- François de Faucon † (20 ottobre 1550 - 12 ottobre 1551 nominato vescovo di Mâcon)
- Pierre Duchâtel † (12 ottobre 1551 - 3 febbraio 1552 deceduto)
- Jean de Morvillier † (27 aprile 1552 - 1564 dimesso)
- Mathurin de La Saussaye † (6 settembre 1564 - 9 febbraio 1584 deceduto)
- Denis Hurault de Cheverny † (9 febbraio 1584 succeduto - 1586 dimesso)
- Germain Vaillant de Guelis † (27 ottobre 1586 - 15 settembre 1587 deceduto)
- Jean de L'Aubespine † (16 marzo 1588 - 23 febbraio 1596 deceduto)
  - Sede vacante (1596-1604)
- Gabriel de L'Aubespine † (15 marzo 1604 - 15 agosto 1630 deceduto)
- Nicolas de Nertz (Netz) † (27 gennaio 1631 - 20 gennaio 1646 deceduto)
- Alphonse d'Elbène † (21 gennaio 1647 - 20 maggio 1665 deceduto)
- Pierre-Armand du Cambout de Coislin † (29 marzo 1666 - 5 febbraio 1706 deceduto)
- Louis-Gaston Fleuriau d'Armenonville † (15 novembre 1706 - 9 giugno 1733 deceduto)
- Nicolas-Joseph de Paris † (9 giugno 1733 succeduto - 10 gennaio 1754 dimesso)
- Louis-Joseph de Montmorency-Laval † (14 gennaio 1754 - 28 febbraio 1758 dimesso)[21]
- Louis-Sextius de Jarente de La Bruyère † (13 marzo 1758 - 28 maggio 1788 deceduto)
- Louis-François-Alexandre de Jarente de Senas d'Orgeval † (28 maggio 1788 succeduto - 1791 deposto)[22]
  - Sede vacante (1791-1802)
- Etienne-Alexandre-Jean-Baptiste-Marie Bernier † (10 aprile 1802 - 1º ottobre 1806 deceduto)
- Claude-Louis Rousseau † (3 agosto 1807 - 7 ottobre 1810 deceduto)
  - Sede vacante (1810-1819)
- Pierre-Marin Rouph de Varicourt † (23 agosto 1819 - 9 dicembre 1822 deceduto)
- Jean Brumault de Beauregard † (10 marzo 1823 - 22 gennaio 1839 dimesso)
- François-Nicholas-Madeleine Morlot † (8 luglio 1839 - 27 gennaio 1843 nominato arcivescovo di Tours)
- Jean-Jacques Fayet † (27 gennaio 1843 - 4 aprile 1849 deceduto)
- Félix-Antoine-Philibert Dupanloup † (28 settembre 1849 - 11 ottobre 1878 deceduto)
- Pierre-Hector Coullié † (11 ottobre 1878 succeduto - 15 giugno 1893 nominato arcivescovo di Lione)
- Stanislas-Arthur-Xavier Touchet † (18 maggio 1894 - 23 settembre 1926 deceduto)
- Jules-Marie-Victor Courcoux † (20 dicembre 1926 - 28 marzo 1951 deceduto)
- Robert Picard de la Vacquerie † (27 agosto 1951 - 23 maggio 1963 dimesso[23])
- Guy-Marie-Joseph Riobé † (23 maggio 1963 succeduto - 18 luglio 1978 deceduto)
- Jean-Marie Lustiger † (10 novembre 1979 - 31 gennaio 1981 nominato arcivescovo di Parigi)
- René Lucien Picandet † (13 giugno 1981 - 20 ottobre 1997 deceduto)
- Gérard Antoine Daucourt (2 luglio 1998 - 18 giugno 2002 nominato vescovo di Nanterre)
- André Louis Fort † (28 novembre 2002 - 27 luglio 2010 ritirato)
- Jacques Blaquart, dal 27 luglio 2010

## Statistiche
La diocesi nel 2023 su una popolazione di 682.000 persone contava 450.320 battezzati, corrispondenti al 66,0% del totale.
| anno | popolazione | popolazione | popolazione | presbiteri | presbiteri | presbiteri | presbiteri                | diaconi | religiosi | religiosi | parrocchie |
| anno | battezzati  | totale      | %           | numero     | secolari   | regolari   | battezzati per presbitero | diaconi | uomini    | donne     | parrocchie |
| ---- | ----------- | ----------- | ----------- | ---------- | ---------- | ---------- | ------------------------- | ------- | --------- | --------- | ---------- |
| 1950 | 300.000     | 346.918     | 86,5        | 432        | 396        | 36         | 694                       |         | 62        | 830       | 338        |
| 1970 | 395.500     | 430.500     | 91,9        | 359        | 320        | 39         | 1.101                     |         | 63        | 694       | 310        |
| 1980 | 455.000     | 495.000     | 91,9        | 304        | 260        | 44         | 1.496                     | 5       | 78        | 460       | 293        |
| 1990 | 472.000     | 566.000     | 83,4        | 232        | 198        | 34         | 2.034                     | 16      | 66        | 339       | 294        |
| 1999 | 448.200     | 623.600     | 71,9        | 195        | 159        | 36         | 2.298                     | 24      | 63        | 231       | 294        |
| 2000 | 448.200     | 617.176     | 72,6        | 192        | 158        | 34         | 2.334                     | 26      | 63        | 233       | 294        |
| 2001 | 448.200     | 618.126     | 72,5        | 189        | 155        | 34         | 2.371                     | 30      | 64        | 237       | 294        |
| 2002 | 448.200     | 618.126     | 72,5        | 187        | 153        | 34         | 2.396                     | 29      | 64        | 209       | 294        |
| 2003 | 448.200     | 632.557     | 70,9        | 183        | 153        | 30         | 2.449                     | 30      | 53        | 223       | 294        |
| 2004 | 448.200     | 632.557     | 70,9        | 176        | 146        | 30         | 2.546                     | 31      | 51        | 227       | 294        |
| 2013 | 445.000     | 656.000     | 67,8        | 135        | 101        | 34         | 3.296                     | 40      | 59        | 139       | 294        |
| 2016 | 446.769     | 681.086     | 65,6        | 133        | 96         | 37         | 3.359                     | 39      | 59        | 128       | 294        |
| 2019 | 450.400     | 682.719     | 66,0        | 113        | 78         | 35         | 3.985                     | 39      | 60        | 116       | 294        |
| 2021 | 447.840     | 678.845     | 66,0        | 104        | 76         | 28         | 4.306                     | 30      | 49        | 114       | 278        |
| 2023 | 450.320     | 682.000     | 66,0        | 93         | 72         | 21         | 4.842                     | 35      | 42        | 99        | 261        |